# Benin na letních olympijských hrách
Benin na letních olympijských hrách startuje od roku 1972. Toto je přehled účastí, medailového zisku a vlajkonošů na dané sportovní události.

## Účast na Letních olympijských hrách
| Dějiště LOH            | LOH      | Vlajkonoš                      | Zlatá medaile | Stříbrná medaile | Bronzová medaile | Celkem |
| ---------------------- | -------- | ------------------------------ | ------------- | ---------------- | ---------------- | ------ |
| 1972 Mnichov           | LOH 1972 | nebyl                          |               |                  |                  | 0      |
| 1976 Montréal          | 1976     |                                |               |                  |                  | Ne     |
| 1980 Moskva            | LOH 1980 | nebyl                          |               |                  |                  | 0      |
| 1984 Los Angeles       | LOH 1984 | Firmin Abissi                  |               |                  |                  | 0      |
| 1988 Soul              | LOH 1988 | Félicité Bada                  |               |                  |                  | 0      |
| 1992 Barcelona         | LOH 1992 | Soňa Agbéssi                   |               |                  |                  | 0      |
| 1996 Atlanta           | LOH 1996 | Laure Kuetey                   |               |                  |                  | 0      |
| 2000 Sydney            | LOH 2000 | Laure Kuetey                   |               |                  |                  | 0      |
| 2004 Athény            | LOH 2004 | Fabienne Féraez                |               |                  |                  | 0      |
| 2008 Peking            | LOH 2008 | Fabienne Féraez                |               |                  |                  | 0      |
| 2012 Londýn            | LOH 2012 | Jacob Gnahoui                  |               |                  |                  | 0      |
| 2016 Rio de Janeiro    | LOH 2016 | Yémi Apithy                    |               |                  |                  | 0      |
| 2020 Tokio             | LOH 2020 | Nafissath Radji Privel Hinkati |               |                  |                  | 0      |
| 2024 Paříž             | LOH 2024 |                                |               |                  |                  | x      |
| Celkem                 | 12       |                                | 0             | 0                | 0                | 0      |
| Zdroj na Olympedia.org |          |                                |               |                  |                  |        |